# 2,4,6-Tris(biphenyl-4-yl)-1,3,5-triazin
2,4,6-Tris(biphenyl-4-yl)-1,3,5-triazin ist eine chemische Verbindung, die als UV-Filter wirkt und in Sonnencremes verwendet wird. Es handelt sich um einen Breitband-UV-Filter, der gegen UVAII- und UVB-Strahlung mit Wellenlängen von 290 bis 340 Nanometer Schutz bietet.
Mit dem 2,4,6-Tris(biphenyl-3-yl)-1,3,5-triazin und dem 2,4,6-Tris(biphenyl-2-yl)-1,3,5-triazin existieren noch zwei isomere Trisbiphenyltriazine.

## Gewinnung und Darstellung
Die Synthese kann durch eine Trimerisierung von 4-Brombenzonitril und anschließender Kupplung des Zwischenprodukts 2,4,6-Tris(bromphen-4-yl)-1,3,5-triazin mit Benzolboronsäure in einer Suzuki-Reaktion in Gegenwart eines Palladiumkatalysators erfolgen.
Weitere Herstellungsmöglichkeiten sind die Trimerisierung von Biphenyl-4-carbonitril in Gegenwart von Aluminiumchlorid und die Umsetzung von Cyanurchlorid mit Biphenyl ebenfalls in Gegenwart von Aluminiumchlorid.

## Handelsnamen
- Tinosorb A2B,[7] ETH50